# Take Care of Yourself
Take Care of Yourself is een nummer van de Britse band Level 42 uit 1989. Het verscheen als nieuw nummer op hun verzamelalbum Level Best.

## Achtergrond
Take Care of Yourself was het laatste nummer dat opgenomen werd met gitarist Alan Murphy, die op 19 oktober 1989 overleed aan de gevolgen van aids, slechts drie dagen nadat het nummer op single werd uitgebracht. De bijbehorende videoclip werd gemaakt met voor die tijd baanbrekende animatietechnieken en is enigszins vergelijkbaar met het vier jaar eerder uitgebrachte We Close Our Eyes van Go West. Voor Murphy is begrijpelijkerwijs geen rol weggelegd in de clip. De overige leden, t.w. zanger/basgitarist Mark King, toetsenist/zanger Mike Lindup en toenmalig drummer Gary Husband maken een reis langs twintig jaar rockmuziek; ze zijn daarbij verkleed als hippies, punks en hardrockers. 

## Hitnoteringen
De single werd een bescheiden hitje in het Verenigd Koninkrijk, waar het de 39e positie bereikte. In de Nederlandse Top 40 was het succesvoller met een 11e positie, terwijl het de Vlaamse Radio 2 Top 30 nog net bereikte met een 30e positie.